# Kupiczwola
Kupiczwola (ukr. Купичволя) – wieś na Ukrainie w rejonie żółkiewskim obwodu lwowskiego.

## Historia
Pod koniec XIX w. wieś w Gminie Mosty Wielkie w powiecie żółkiewskim. 
W II Rzeczypospolitej wieś w powiecie żółkiewskim województwa lwowskiego.
W kwietniu 1944 nacjonaliści ukraińscy z OUN-UPA zamordowali tutaj 24 Polaków.